# Opera (Italia)
Opera (AFI: [ˈɔːpera]; Òvera in dialetto milanese, AFI: [ˈɔvera], un tempo anche Òvra,  AFI: [ˈɔvra]) è un comune italiano di 14 418 abitanti della città metropolitana di Milano in Lombardia.

## Storia
La fonte storica più antica che attesta l'esistenza di una località chiamata Opera risale al 1280 ed è dovuta a Goffredo da Bussero. Questi, prete di nobile famiglia, nel suo “Liber Notitiae Sanctorum Mediolani” ricorda “in plebe Locate, in Mirasolum, ecclesia S. Mariae […] in plebe Locate… Loco Ovari, ecclesia S. Petri”. Lo stesso toponimo latino di “Overa” si rinviene nel nome della vicina frazione di Noverasco, togliendo il suffisso “sco” solitamente caratterizzante nomi di origine preromana (come bergama–sco, crema–sco, ecc.) e togliendo un “in prepositivo” agli inizi dell'espressione “IN–OVERA–SCO”.
Fin dall'Alto Medioevo (per esempio nei capitolari di Carlo Magno) la parola Opera aveva il significato giuridico di Fabbriceria o Fabbrica: dunque l'espressione “Overa S. Petri” usata da Goffredo da Bussero potrebbe alludere alla “fabbriceria di un eventuale monastero di San Pietro” (così Dante Olivieri in Dizionario di Toponomastica Lombarda, Milano, 1961), di cui peraltro mancano documenti.
Tanto Opera quanto Mirasole erano luoghi della ”Plebe Locate”, oggi Pieve Emanuele. Della Plebe, centro religioso e amministrativo, si conosce una documentazione già al tempo di Carlo Magno, agli inizi del secolo IX. Si conosce anche il nome (Andrea) dell'arciprete di Pieve in quel tempo, sotto il quale vivevano altri preti per il servizio religioso nei centri minori. Questi, al tempo di Goffredo da Bussero, erano Opera, Mirasole, Locate, Mulazzano, Fizzonasco, Nesporedo, Quinto Stampi, Rozzano, Santa Maria alla Fontana, Torriggio, Vigentino e due altri paesi o cascine chiamate Botedo e Selvanesco. Tutti questi centri erano dotati di una chiesa alla quale venivano i sacerdoti dipendenti dalla Pieve.
Dunque gli abitanti di Opera, nei secoli passati legati a Milano per i problemi più importanti, nel XIII secolo convergevano a Pieve per le piccole incombenze quotidiane: i battesimi, i mercati, l'amministrazione della giustizia. Dalla Pieve, come detto, provenivano inoltre i loro sacerdoti per i doveri pastorali.
Mirasole merita un discorso a sé. Per oltre quattro secoli, dal 1200 fino al 1571, vi fiorì una “domus fratrum Humiliatorum”, le cui vicende interessano vivamente la storia, l'arte e l'economia.
Gli Umiliati, già esistenti nel XIII secolo, ebbero uno sviluppo sorprendente nelle campagne del Sud Milano. Sotto il loro nome, che rifletteva la loro origine popolare e la loro autentica fede nell'organizzazione religiosa, si costituirono numerose comunità di preti (primo ordine); gruppi misti di uomini e di donne sotto la regola religiosa (secondo ordine); e finalmente un terzo ordine di quanti, pur accettando la regola, non potevano abbandonare la famiglia.
Oltre a una rigida professione di povertà e di continenza, caratteristica del movimento fu quella di guadagnarsi il pane col lavoro delle proprie mani. Si creò un'ingente organizzazione religiosa, squisitamente milanese e artigiana, che raggiunse notevole ricchezza con la lavorazione della lana, che si diffuse nelle campagne alleviandone la miseria.
Gli Umiliati hanno lo straordinario merito di aver saputo, con la loro intelligente iniziativa, trasformare l'artigianato della lana in una specie di industria, in quanto raccolsero e razionalizzarono in una perfetta organizzazione le fasi di lavorazione fino ad allora divise e sparse, utilizzando perfino i cascami che servivano per prodotti più scadenti ma accessibili anche ai poveri.
Diverse testimonianze confermano che, dopo il centro rurale di Viboldone, la casa di Mirasole deve senz'altro essere considerata il più importante complesso produttivo degli Umiliati. In tal senso si esprime, per esempio, il più antico catalogo delle case dell'ordine redatto nel 1248 dal maestro generale dell'ordine fra Guidotto Ribaldo, che ricorda inoltre le sei case cittadine situate nei tradizionali rioni corrispondenti alle sei principali porte delle mura che difendevano Milano (Orientale, Romana, Ticinese, Vercellina, Comasina e Nuova).
Nel secolo XIV si ebbe il massimo sviluppo dell'ordine e della stessa casa di Mirasole. Il Tiraboschi sulla scorta di un catalogo redatto intorno al 1340 segnala come presenti nella casa di Mirasole ben 29 frati, 11 sorelle e 4 domestici, tutta gente che attendeva alla lavorazione della lana.
La produzione eccedente i bisogni della comunità e delle popolazioni vicine veniva venduta a mercanti milanesi, che provvedevano a smerciarla sui diversi mercati vicini e lontani, perfino in quelli d'oltralpe. I centri produttivi della campagna dovettero perciò aprire a Milano succursali di deposito e di commercio: si ebbero così nella città le numerose “domus humiliatorum”, che si distinguevano con il nome del paese dove risiedeva la casa originaria.
La “Notizia Cleri Mediolanensis”, pubblicata nel 1900 a cura dell'Archivio Storico Lombardo, ricorda che la “domus fratrum humiliatorum de Mirasole” era dotata di una cappella dedicata al Salvatore (dedicazione di origine longobarda, come ricorda Goffredo da Bussero nel documento già citato) e si trovava in località s. Pietro all'Orto (via tuttora esistente nel centro di Milano). La stessa fonte ricorda che la succursale cittadina degli Umiliati pagava al governo dei Visconti una tassa di 258 libbre, che è una delle più alte tra i quattrocento tributi previsti, a conferma dei lauti proventi ricavati dai frati.
Nel seguente secolo XV la casa degli Umiliati di Mirasole non riesce a sottrarsi al generale fenomeno del decadimento progressivo dell'ordine, troppo ricco e troppo dedito al lusso e alla mondanità. Nel 1567 S. Carlo Borromeo presiede a Cremona il capitolo generale degli Umiliati e con l'appoggio di Papa Pio V prescrive rigide direttive per la riforma della vita religiosa e il risanamento finanziario dell'ordine. Poiché la situazione appare risanabile, e per stroncare la sorda opposizione alla riforma da parte dei più eminenti esponenti dell'ordine, Pio V pubblica nel settembre del 1570 la bolla di soppressione dell'ordine stesso.
La casa di Mirasole, con le sue proprietà e i suoi beni, fu attribuita al nuovo seminario che si stava costruendo a Milano per la formazione dei futuri sacerdoti destinati all'apostolato nei paesi svizzeri protestanti. La bolla di Papa Gregorio XIII che assegna la prepositura di Mirasole al collegio elvetico è del 1º marzo 1582.
Nel frattempo, su sollecitazione degli abitanti che si impegnano a provvedere al futuro curato con i proventi della chiesa cui aggiungeranno le elemosine delle funzioni e le libere offerte, nel 1568 si avvia l'erezione canonica della parrocchia, ben definita nel suo territorio e svincolata dalla prevostura della Pieve. Quando san Carlo arrivò personalmente per la sua visita pastorale a Opera nel giugno 1573, la parrocchia era ormai giuridicamente costruita nel senso moderno del termine.
Un documento dell'epoca indica in 81 il numero delle famiglie operesi, per 402 abitanti di cui 240 adulti obbligati alla comunione e confessione annuale. Nel Settecento la Certosa di Pavia deteneva gran parte dei terreni del comune. Nel 1771 i residenti erano saliti a quota 836. Mirasole rimase per oltre due secoli proprietà del collegio elvetico, finché l'8 giugno 1797 Napoleone Bonaparte, vinti gli austriaci nella campagna d'Italia, decretò la soppressione del collegio e il passaggio della proprietà di Mirasole, con tutte le sue sostanze, all'Ospedale Maggiore di Milano, che la detiene ancor oggi. Lo stesso imperatore abolì brevemente il comune operese dal 1811 e fino alla sua caduta, aggregandolo a Locate. Una piccola nota curiosa: il giorno di festa, oggi ricordato il 29 giugno (festa della Parrocchia San Pietro e Paolo) cadeva originariamente la terza domenica di luglio. Il dolce tradizionale era la torta di pere.

### Simboli
Lo stemma e il gonfalone sono stati concessi con decreto del presidente della Repubblica del 30 dicembre 1956.
Le stelle a sei punte rappresentano i tre grandi cascinali che originariamente costituivano il territorio dell'odierno comune e possono simboleggiare il culto mariano del santuario della Madonna dell'Aiuto. Le spighe simboleggiano l'attività agricola che caratterizzava l'economia locale.
Gli smalti oro e azzurro, probabilmente furono adottati per simboleggiare, rispettivamente, i campi di grano e le rogge.
Il gonfalone è un drappo partito di azzurro e di giallo, riccamente ornato di ricami d'argento e caricato dello stemma sopra descritto con l'iscrizione centrata in argento: Comune di Opera.

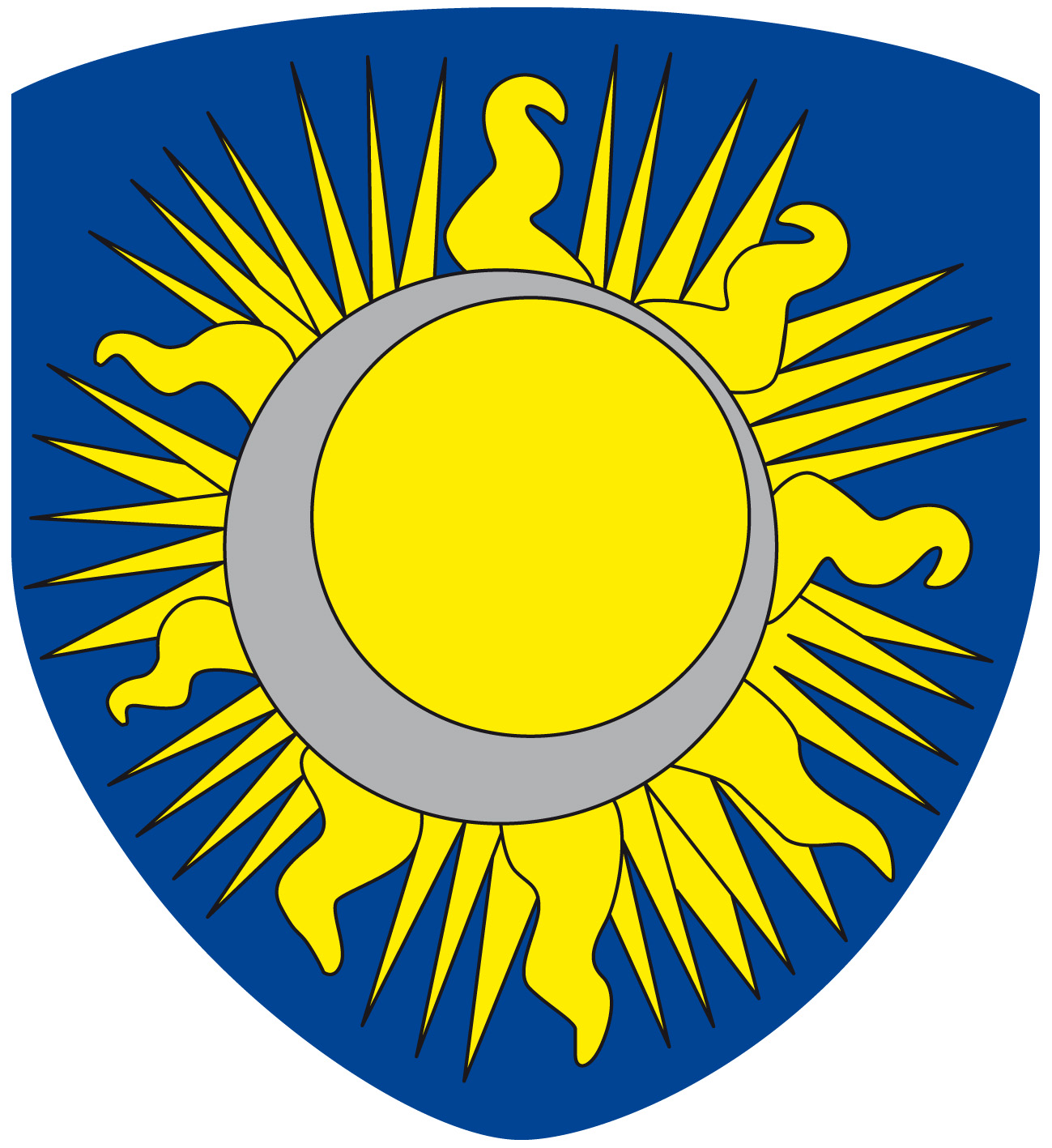
Stemma Storico

In passato la città impiegava un diverso stemma, che raffigurava un sole con volto umano delimitato da falce di luna scolpito su un capitello dell'abbazia di Mirasole.
Il sole d'oro con falce di luna d'argento su fondo blu richiama i colori caratteristici di Opera: il giallo dei campi di grano per raffigurare l'attività rurale che caratterizza l'agricoltura del territorio ed il blu delle rogge e delle distese di acqua utilizzata per allagare le risaie ed i campi coltivati con il sistema delle marcite. Il sole rappresenta la vita, i suoi raggi sono in parte appuntiti per delineare la spigolosità del carattere forte degli operesi, lavoratori indomiti, ed in parte ondulati per esprimere generosità ed accoglienza, caratteristiche proprie dei popoli contadini che abbracciano il sud Milano, aperti e disponibili con i vicini di cascina ma anche con i viandanti forestieri. Lo spicchio di luna è un chiaro riferimento all'operosità del luogo nel lavoro delle campagne infatti ricorda proprio la falce, strumento utilizzato in agricoltura per mietere il grano e l'erba, ed il colore argento è un richiamo sia agli strumenti utilizzati in campagna che all'acciaio affilato delle spade con cui alle porte di Milano si sono combattute molte battaglie.

## Monumenti e luoghi d'interesse

### Architetture religiose
La Chiesa di San Pietro e Paolo è sede di una parrocchia pluri-centenaria. 

### Santuario Madonna dell'Aiuto
Santuario del XV secolo dedicato al culto Mariano.
Di notevole valore artistico l'affresco di scuola leonardesca (seconda metà del XV secolo) raffigurante Ludovico il Moro che supplica la Vergine.
Di apprezzabile valore artistico il monumentale organo dell'Ottocento; la cappella della Madonna del Carmelo (opera lignea del XVI secolo); l'altare maggiore con balaustre del XVI secolo che poggia su un'antica condotta romana.

## Società

### Evoluzione demografica
- 234 nel 1751
- 806 nel 1805
- annessione a Locate nel 1811
- 903 nel 1853
- 995 nel 1859

Abitanti censiti

### Etnie e minoranze straniere
Secondo le statistiche ISTAT al 1º gennaio 2017 la popolazione straniera residente nel comune metropolitano era di 1 086 persone, pari all'8% della popolazione. Le nazionalità maggiormente rappresentate in base alla loro percentuale sul totale della popolazione residente erano al 2017:
- Romania 157
- Cina 104
- Ecuador 98
- Albania 84
- Egitto 84
- Corea del Sud 73
- Perù 59
- Marocco 35
- Stati Uniti 35
- Ucraina 35

## Amministrazione
| Periodo         | Periodo         | Primo cittadino       | Partito               | Carica                    | Note   |
| --------------- | --------------- | --------------------- | --------------------- | ------------------------- | ------ |
| 27 maggio 2003  | 14 aprile 2008  | Alessandro Ramazzotti | Lista Civica          | Sindaco                   |        |
| 15 aprile 2008  | 10 giugno 2018  | Ettore Fusco          | Lega Nord             | Sindaco                   |        |
| 10 giugno 2018  | 17 aprile 2021  | Antonino Nucera       | Centrodestra          | Sindaco                   |        |
| 24 maggio 2021  | 5 ottobre 2021  | Donatella Cera        |                       | Commissario Straordinario |        |
| 5 ottobre 2021  | 11 ottobre 2024 | Barbara Barbieri      | Lista Civica "Futura" | Sindaco                   |        |
| 11 ottobre 2024 | 26 maggio 2025  | Francesca Iacontini   |                       | Commissario Straordinario | [ 14 ] |
| 26 maggio 2025  | In Carica       | Ettore Fusco          | Centrodestra Opera    | Sindaco                   |        |